# Allison Model 250
Allison Model 250, v současnosti Rolls-Royce M250, označením amerických ozbrojených sil T63 a T703, je rodina velmi úspěšných turbohřídelových (určených pro pohon vrtulníků) a turbovrtulových (určených pro pohon letounů) leteckých motorů. V březnu 1995 holding Rolls-Royce převzal Allison Engine Company a pokračoval ve výrobě. Bylo vyrobeno více než 30 000 motorů, z nichž přibližně 16 000 se stále používá. Nejvýkonnější verze vyvíjí kolem 650 koní. Motor je užíván u více než 60 typů letadel.

## Použití

### Letouny
- Aermacchi M-290 RediGO[4]
- BAE Systems Mantis
- Beechcraft Allison Turbine Mentor[5] (konverze)
- Britten-Norman BN-2T Turbine Islander/Defender 4000[5]
- Cessna P210 Silver Eagle[5] (konverze)
- Cessna Turbo Star 402[4] (konverze)
- ENAER T-35TD[4]
- Extra EA-500[4]
- Fuji KM-2D[5]
- Fuji T-5[4]
- Fuji T-7[4]
- GAF Nomad[4]
- Gippsland GA10[4]
- Grob G 120TP[4]
- Grob G 140TP[4][5]
- Maule M-7-420 Starcraft[4][5]
- Partenavia AP.68TP[4]
- RFB Fantrainer[5]
- SIAI-Marchetti SF.260TP[4]
- SIAI-Marchetti SM.1019[5]
- Soloy Cessna 206[5] (konverze)
- Soloy Cessna 207[5] (konverze)
- Tradewinds Bonanza[4] (konverze)

### Vrtulníky
- Agusta A109A/C[4][5]
- Bell 206[4]
- Bell 222[4]
- Bell 230[4]
- Bell 400[6] (prototypy)
- Bell 407[4]
- Bell 430[4]
- Bell OH-58 Kiowa[4]
- Bell YOH-4[4] (prototyp)
- Boeing AH-6[5]
- Cicaré CH-14 Aguilucho
- Enstrom 480[4]
- Eurocopter AS 355F[4]
- Fairchild Hiller FH-1100[5]
- Hiller UH-12E[1] (konverze)
- Hughes OH-6 Cayuse[4]
- Kamov Ka-226[4]
- MBB Bo 105[4]
- MD Helicopters MD 500[4]
- MD Helicopters MD 600[4]
- MD Helicopters MH-6 Little Bird[4]
- Northrop Grumman MQ-8A/B Fire Scout[4]
- Northrop Grumman MQ-8C Fire Scout[7]
- PZL Kania[5]
- PZL SW-4 Puszczyk[4]
- Schweizer S330/330SP[5]
- Schweizer S333[4]
- Sikorsky S-76[5]
- Sikorsky S-434[8]
- Soloy AS350 AllStar[4] (konverze)
- Soloy Bell 47[5] (konverze)

´

### Ostatní letadla
- Loral GZ-22, neztužená vzducholoď[9]
- Nord 500 Cadet, experimentální konvertoplán[10]

### Jiné užití
- MTT Turbine Superbike, sportovní motocykl

## Specifikace (Model 250-C18 / T63-A-700)

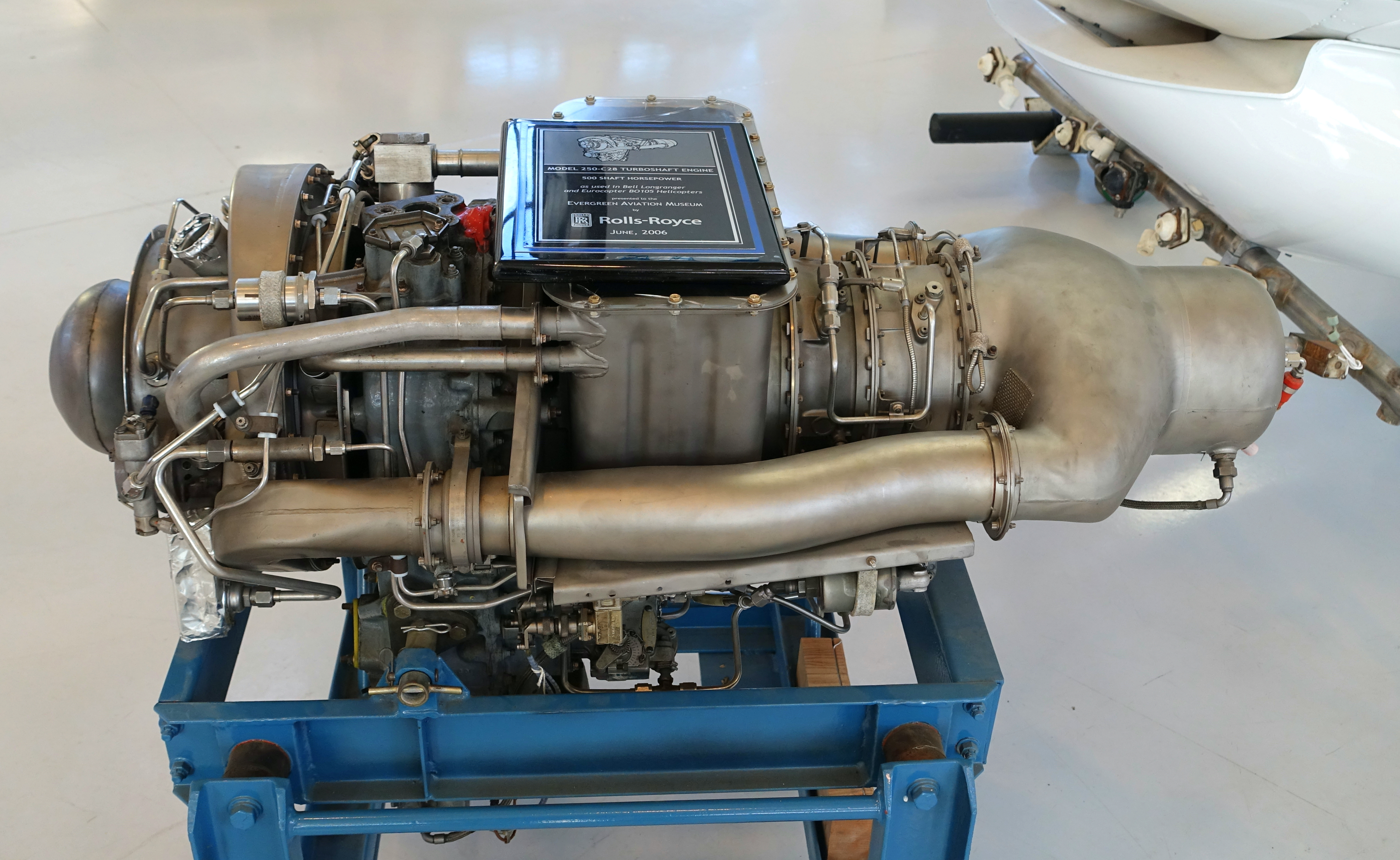
Rolls-Royce (Allison) Model 250-C28

Údaje dle

### Technické údaje
- Typ: turbohřídelový motor s volnou turbínou
- Délka: 1 029 mm (40,5 palce)
- Šířka: 486 mm (19 palců)
- Výška: 572 mm (22,5 palce)
- Suchá hmotnost: 62,8 kg (138,5 lb)
- Palivo: letecký kerosin JP-4

### Součásti
- Kompresor: šestistupňový axiální kompresor následovaný jednostupňovým radiálním
- Spalovací komora:  1 trubková
- Turbína: dvoustupňová axiální generátorová a dvoustupňová axiální volná
- Mazání: tlakové rozprašování, suchá skříň

### Výkony
- Maximální výkon: 236,4 kW (317 shp) (vzletový výkon)
- Trvalý výkon na hřídeli: 201,3 (270 shp)
- Stupeň stlačení: 6,2:1
- Hltnost vzduchu: 1,5 kg/s (3,3 lb/s)
- Vstupní teplota turbíny: 750 °C (1 380 °F)
- Měrná spotřeba paliva: 424 g/kW/h (0,697 lb/hp/h) (při vzletovém výkonu)
- Poměr výkon/hmotnost: 3,765 kW/kg (2,289 hp/lb)